# Hypercompe boisduvali
Hypercompe boisduvali är en fjärilsart som beskrevs av Charles Oberthür 1881. Hypercompe boisduvali ingår i släktet Hypercompe och familjen björnspinnare. Inga underarter finns listade i Catalogue of Life.